# Атанасиос Аргирос
Атанасиос А. Аргирос (на гръцки: Αθανάσιος Α. Αργυρός) е гръцки политик и революционер, деец на Гръцката въоръжена пропаганда в Македония от началото на XX век.

## Биография
Атанасиос Аргирос е роден през 1859 година в сярското гръцко градче Нигрита. Учи в гръцко училище в Нигрита, а след това от 1872 до 1876 година учи в Сярското гръцко училище при Димитриос Марулис. Работи като учител в Джинджос (1876 – 1877), по-късно в Цариград и Кавала. Учи право в Атина, във Франция и в Германия. В 1892 – 1893 година издава в Атина „Геники Епитеорисис“, пионерско списание за изкуство, наука, политика. Участва активно в така наречената Македонска борба, като пропагандатор - публикува статии по Македонския въпрос и организатор на първите въоръжени чети на гръцката пропаганда. В 1905 година в Атина създава и оглавява Македонския силогос „Александър Велики“ след обединение на Македонския силогос и Македонското братство.
В 1906 година заминава за Северна Америка и обикаля Ню Йорк, Филаделфия, Бостън, Питсбърг, Лоуъл, Чикаго. Работи като редактор във вестник „Термопили“. Купува друг вестник „Атина“. Опитва се да популяризира гръцките позиции по Македонския въпрос и среща яростната реакция на вестник „Атлантис“.
На 31 май 1915 година, докато е още в чужбина, е избран за депутат в гръцкия парламент от ном Сяр от партията на Елевтериос Венизелос и се връща в Гърция. Отново става депутат на 1 ноември 1920 година от Народната партия и на 2 март 1922 година поема поста министър на земеделието. Работи като адвокат в Сяр в 1923 – 1926 година и като журналист. На 7 ноември 1926 година става министър на образованието и остава на поста до август 1927 година. Избиран е на изборите от 25 септември 1932 и 9 юни 1935 година. На 10 октомври 1935 година се присъединява към Народния радикален съюз на Кондилис и Теотокис и в 1936 година става председател на Комисията за държавните доставки. В 1938 година създава Културен център в Сяр.
Пише „История на Атина“ (1901), „Сборник на римското право“ (Επιτομή Ρωμαϊκού Δικαίου), превежда „Римска история“ от Дюри, „Световна история“ от Ягер, „Учебник по пандектно право“ на Бернард Виндшайд.
Умира беден във Волос през 1945 година.
На 18 май 1952 година в родния му град Нигрита е поставен негов бюст, дело на племенника му Умвертос Аргирос. Името му носи улица в Сяр.